# 建部遯吾

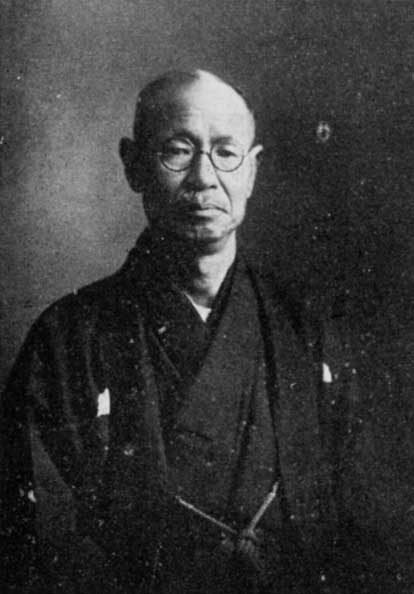
建部遯吾

建部 遯吾（たけべ とんご、明治4年3月21日（1871年5月10日） - 昭和20年（1945年）2月18日）は、社会学者、東京帝国大学教授、政治家。
新潟県蒲原郡横越村（現新潟市江南区横越中央）出身。1896年帝国大学文科大学哲学科卒。翌年から講師として母校の社会学講座を担当、1898年ヨーロッパ留学、留学中1900年助教授に任ぜられ、1901年帰国してただちに東京帝大教授。帝大社会学講座の初代担当教授として長く建部時代を築いた。1922年退官。1913年日本社会学院（学会）を創設、主宰した。オーギュスト・コントに依拠した総合的社会学を講じた。対露強硬論を唱えた。その後、衆議院議員をへて1938年貴族院議員。

## 日本における最初の社会学体系を樹立
社会学はフランスのオーギュスト・コント、イギリスのハーバート・スペンサーらが19世紀前半に確立した比較的新しい学問で、日本には明治10年代、アーネスト・フェノロサや外山正一によって紹介された。建部遯吾はそれを受けて研究を進め、コントの実証主義哲学の学説に東洋哲学儒学の精神を加味して、日本における最初の社会学体系を樹立した。そして彼の社会学は、コント社会学に拠るとはいえ、単なる祖述に終ってはいなかった。彼の独自性を反映した社会学を特徴づけているのは、実践性であった。膨大な体系であってもその背後に実践的な意欲・試みが反映されていた。
そのことは例えばアダム・スミスの「国富論」やカール・マルクスの「資本論」に接すれば理解されるのだという。そして見逃してはならないことは、“治国平天下”という儒学精神と“日本の国家を如何にすべきか”という理念がその体系を貫いており、しかもその体系的展開が非常に雄大な規模を誇っていて、しかも理論的であった。松本潤一郎によれば、日本の社会学の基礎を築いたばかりでなく、建部社会学は国際的にも20世紀初頭の社会学の代表的一形式であると認められ、大道安次郎によれば、本書こそは明治時代における日本社会学会にひとつのエポックをつくったといえるということである。

## 国際的な社会学者
遯吾の活躍は、大学での教育と著術だけにとどまらない。明治36年（1903年）、研究・教育の便宜を図って、大学に文科系初の社会学研究室を設置。大正2年（1913年）には、京都大学の米田庄太郎とともに全国的な学会「日本社会学院」を創設して、機関誌「日本社会学年報」を発行。遯吾は、自身とは異なる自由主義的傾向の強い米田らともよく協力し、その主張を快く受け入れて、社会学の普及、向上に貢献した。
こうした遯吾の業績は広く海外にも認められ、アメリカやイタリアの社会学士院会員や大正5年（1916年）万国社会学学士院正会員に、大正12年（1923年）には同副院長に選ばれるなど、世界に通じる国際的な社会学者としての、揺ぎない地位を得るまでに至ったのである。そして日本社会学に建部時代をもたらした。
遯吾は、東大で社会学を講じ学生の指導に励む一方、各種原稿の執筆にも精を出した。新潟新聞を通じて郷土の青年を鼓舞激励した『静観余録』（明治40年（1907年））、日露戦争後の軽薄な風潮を戒めた詔書にわかりやすい解説を加えた『戊辰詔書衍義』（明治41年（1908年））、教育制度調査のため再度訪れた西欧諸国の現状を記した『世界列国の大勢』（大正2年（1913年））、
各国の実情を参考に日本の教育の改善点・方法を示した『教育行政研究』（大正3年（1914年））、教育・宗教等教化行政についての学説を世界に先んじて樹立しようと試みた『教政学』（大正10年（1921年））、行政の簡素化・金力政治の根絶など現在にも通じる問題を挙げて変革を迫る『政治改革』（大正10年（1921年））。
「著述は学者の生命」と言い切る遯吾の著作は、このほかにも数多い。遯吾は社会学者として多くの論文・著書を残すとともに、東京大学の講壇に終始せず、時論家でもあり、政治家でもあり、また詩人でもあった。

## 時論家として
遯吾は時論家としての活躍も目覚しく、特にポーツマス条約が締結されようとした段階の明治38年（1905年）、日露戦争後の民衆は戦争の勝利に酔ってポーツマス条約に不満を表明。遯吾も同僚の博士らと「日露条約批准拒否」の意見書を明治天皇に奉呈した。事態を重く見た政府の対応として、文部大臣久保田譲、東京帝国大学総長山川健次郎の辞任、東京帝国大学教授戸水寛人の休職問題を経て、東京帝大や京都帝大のほとんどの教授・助教授陣の一括辞任にまで発展した騒動で、遯吾は筋の通った頑なな正論とも言える主張を続けた。
しかし山川の意を尽くした懇請に、結局講義は続けざるを得なかった。この間の経緯を詳しくつたえているのが、松本清張作『小説東京帝国大学』である。政界を去った遯吾は、東京物理学校等で講義をし、講演や著作に忙しい以前の生活に帰っていた。『作法と人格教育』（昭和6年（1931年））、『優生学と社会生活』（昭和7年（1932年））、『教育家外山正一先生』（昭和8年（1933年））、『農邨百話』（昭和9年（1934年））、『蔵軒在稿－父の遺稿集』（昭和10年（1935年））等々、多彩な内容である。しかも、時局への関心は変わらず強く、『皇基国体と社会整理』（昭和3年（1928年））においては、共産党員が大量に検挙された三・一五事件に着目し、党の志向を厳しく責めて、検挙弾圧・思想対策のほか、社会全般の点検改善を含む徹底的阻止方策を提言している。さらに『日本帝国の国是』、『世界の動乱と帝国の地位』、『東洋の大勢と青島の運命』と変動する世界の状況を分析したり、また、柳条湖事件直後の『第二満蒙問題と東亜の将来』（昭和6年（1931年））では、軍の方針を支持し、世界平和を維持するため、「日本が満蒙の独立を積極的に援助すべきである」という見解を明示している。政党政治の欠陥を見た遯吾には、軍部の台頭が社会的面からも当然の流れと考えられていたのである。

## 政治家として
新潟県選出の衆議院議員坂口仁一郎の病死を受け、遯吾は彼の後を継いで1923年（大正12年）12月の補欠選挙で新潟県第六区から立候補し、憲政会代議士として当選。昭和3年（1928年）1月まで2期4年余の議員生活を体験した。
議員時代の輝かしい1ページといえば、昭和2年（1927年）パリで開かれた万国議院連合大会に日本代表として列席し、「議会政治の危機救済」に関する『議会政治改革論』や
「軍備の制限」について『軍縮論』を二回にわたってフランス語で演説する。演説は、天下為に動くを観るを得たるは聊か衷心の満足とする「世界人類の良心を警覚せり」と自負するほどの出来栄えであったという。
遯吾は軍部の台頭しはじめる頃、当時の貴族院議長近衛文麿に自著を贈り、聖戦完遂を熱情的に念願し、時折時局に関する進言も行った。近衛が首相に任じられた翌昭和13年（1938年）12月9日、学識ある者として貴族院議員の勅命を受けている。

## 詩人として
また、遯吾は水城と号して詩や書に多くの作品を残し、幕末の頼山陽（らいさんよう）に比べうる偉人であると評された。号は水城。なお、つぎのようなエピソードが伝えられている。伯爵松浦詮が御進講終了後、天皇から「当今国内の学者で詩を能くする者は誰か」という御下問に、松浦は「文学博士建部遯吾の如きはその一人でございましょう」と奉答したとのことである。
- 建部遯吾書翰 : 大隈重信宛 大正10[1921] (c)Waseda University Library[14]

## 家系
建部家は新発田藩蒲原横越組の大庄屋を務めていた。建部家第7代当主であった建部尚行は本名は庄助、諱（いみな）は尚行、字は于伯（うはく）、横渠（おうきょ）と号した。江戸時代後期の国学者鈴木重胤（しげたね）の門人となり国学を研究する一方、漢詩も詠んでいた。
尚行は嘉永4年（1851年）に没したが、妻である新津桂家の五代成章の八女れい との子である道之助は庄屋を継がなかったため、娘婿として新発田藩大面組大庄屋諸橋家の諸橋慶三郎（建部貞夫のちの建部蔵軒）を養子に迎えた。16歳で大庄屋職を継ぎ、国典は鈴木重胤、漢籍は青木青城につき精通した。
蔵軒は明治37年（1904年）69歳で没したが、彼と春茂との五男として遯吾が誕生した。また、この蔵軒（慶三郎）の弟 諸橋安平の子供が『大漢和辞典』を著し文化勲章を受章した諸橋轍次（もろはしてつじ）である。即ち、諸橋轍次と建部遯吾は従兄弟同士の間柄である。
帰国後まもなく子爵谷干城の長女・谷芳子と結婚、三人の子をもうけるも離婚。新潟に子孫を残す。その後、新潟師範学校出の同郷の女性と結婚、離婚。明治44年（1911年）に、森鷗外の弟、三木竹二の未亡人・久子と結婚したが、数か月で離婚した。昭和17年（1942年）9月29日、遯吾の子である三重子は福澤諭吉の曾孫にあたる中村仙一郎と、当時の慶応義塾長小泉信三夫妻媒酌のもと帝国ホテルにて結婚式を挙げる。
- 父・建部蔵軒（貞夫、1836-1904） ‐ 大庄屋。建部家婿養子。新潟県平民・諸橋楽三の二男。[16]
- 母・すも（1843-？） ‐ 建部勝策の長女。[16]
- 妻・芳子（1876-1924） ‐ 子爵谷干城の長女。子を数人儲けたが離婚し、男爵浅野忠純と再婚。[16][15][17]
- 妻・村山某 ‐ 女子師範学校卒。離婚。[15]
- 妻・久子（白井真如） ‐ 三木竹二（森鴎外弟）の未亡人。歌舞伎評論家。1911年に建部と再婚するも数か月で離婚[18]。建部との再婚をもとに近松秋江が1915年に小説『再婚』を執筆、前夫没後の遺産相続に触れた箇所に憤慨した鴎外は反駁のために『本家分家』を執筆した[18][19]。
- 妻・はつ（1885-） ‐ 福井・高原武之助の三女。[20]
- 長女・文子（1903-） ‐ 芳子との子。北海道庁拓殖部長・奥野定八（和歌山出身、東大経済卒）の妻。[20][21]
- 次男・建部仁彦（1911-） ‐ はつとの子。　北海道庁を経て建設省営繕局長、住宅金融公庫理事、退官後は 三井建設㈱顧問を歴任。
- 四女・三重子（1921-） ‐ はつとの子。文泉堂創業者・中村仙一郎（福沢諭吉曾孫、日本パルプ工業社長・中村愛作長男）の妻。[22]
- 六男・建部恒彦（1930-） ‐ はつとの子。　日本国有鉄道入社。本州四国連絡橋公団工務部長、国鉄仙台新幹線工事局長、退官後は 奥村組常務取締役を歴任。
- いとこ・諸橋轍次 ‐ 父の弟の子
- いとこ・宮島次郎（1875－1932） ‐ 母の妹サイと新潟・三條町（現・三条市）町長・宮島萬亀四郎の二男。弁護士、俳人。号に五丈原、林南、原の人、洒水。北越学館、一高、東京帝国大学法科大学仏法科卒。大逆事件や阿部守太郎暗殺事件などの弁護人を務めた。[23][24][25][26]
- 甥・三輪晁勢 ‐ 妹ギョクの子

## 年譜
- 1871（明治4年）3月21日 - 誕生。
- 横越高等小学校を卒業後、まもなく母校の横越小学校や姥ヶ山小学校に代用教員として就職。
- 1888年（明治21年） - 横越小学校長の斡旋により、学資の援助を得て上京。東京専門学校（政治、英語）、東京物理学校（理数科）、東京外語学校、大成学館（大成高等学校）（独語）に学ぶ。
- 1889年（明治22年） - 第一高等中学（旧制第一高等学校）に進学。
- 1890年（明治23年） - 7月、東京物理学校全科を卒業。後に同窓会活動にも貢献し、小川町校舎時代の想い出を書き残している。
- 1893年（明治26年） - 第一高等中学を卒業。東京帝国大学文科大学（現東京大学）に進学。
- 1896年（明治29年） - 東京帝国大学文科哲学科を卒業。大学院に進学し、専攻を哲学から社会学に変更。恩師・外山正一の強い要請もあり、自身もまた社会学が未開拓で研究価値の高い学問分野であるという見解から社会学を専攻する。
- 1897年（明治30年）
  - 東京帝大にて講師の資格で文科大学社会学講座を担当。
  - 『陸象山』発刊[27]。陽明学の源 陸象山を追求し、同派の展開に及んだこの書について、井上哲次郎は序文の中で「象山の学を叙述し委曲周到。附すに陽明学派の梗概を以てす、その事歴々（明らかで）掌に指すが如く之を示す」と称している。
- 1898年（明治31年）
  - ドイツへ留学（当時28歳）。ベルリン大学に在籍。大学院でのテーマとして「社会学の全般的基礎的研究」を選択。社会学研究のための渡独であったが大学に社会学の講座が無く、文献調査にて学位論文執筆。
  - 東京帝大文学部の教授に就任、社会学講座を担当。
  - 『哲学大観』発刊[28]。「哲学涓滴」の著者三宅雪嶺を驚嘆させた哲学大観は、古今東西における各種哲学思想とその推移を概観し、それぞれの問題点を指摘した高度な哲学専門書である。
- 1899年（明治32年） - 遯吾、外山正一に新潟での「新潟縣と高等教育」の演説を乞う。新潟に高等教育機関を設立するために当時の知事が中心に奔走画策につとめ、県議会も臨時県会を召集し創設費全額相当の寄付金額を協議。県内での活動は政治家と新聞記者が積極的であったが、教育界と世論が沸き立たなかったため、以前から高校設置運動に共鳴していた建部遯吾が外山正一を動かしたとされる（「新潟新聞」昭和6年7月21日）。“行動する知識人”外山は6月21日県会議事堂で3時間にも及ぶ大演説「新潟縣と高等教育」を行って新潟の教育関係者を鼓舞したという。元文部大臣で学会の権威である彼に県教育会も刺激され、上京委員を派遣し、文部次官に面会の上、請願書を提出することとなった。建部と外山の後押しもあり、これをきっかけに『地方からの官立高等教育機関設立要求を集約・媒介するチャンネル』が成立したという。
- 1900年（明治33年） - ベルリンからパリに渡仏。パリに渡って学位論文の調査・修正を加えて完成。パリ西部サン・クルーから明治33年（1900年）9月27日附で母国に送る。完成には4年経ている（「稿を改むること二たび改訂校正は其数を知らず」）。その後、西欧諸国やロシアを視察。
- 1901年（明治34年）
  - アメリカ経由にて帰国。
  - 東京帝大文学部にて社会学の担当教授（社会学講義）。新明正道によれば「雲を巻き竜を呼ぶ熱弁をもって精力的に学生を指導した」ということである。
- 1902年（明治35年）
  - 文学博士の学位を取得（当時32歳）。学位請求論文はパリから送った「普通社会学」。
- 新潟市発行の東北日報紙上で、新潟においての高等専門学校または大学の設置を論じた。これを機に高等教育機関設置運動が全県で盛り上がり、 翌年の通常県会では高等教育機関設備に関する決議案が可決された。
  - 『西遊漫筆』発刊[29]。
- 谷干城の長女・谷芳子と結婚。
- 1903年（明治36年）
  - 東京帝大に社会学研究室設置。
  - 社会学者建部遯吾は、自身の構築した理論の応用として、政治に強い関心を持っていた。「ロシア伐つべし」の声が高まった同年、対露強硬論者の遯吾は、直接、首相桂太郎以下諸大臣に「日露開戦建白書」を提出。講演会を開き、新聞・雑誌にも寄稿して世論に訴えた。『外政時言』（明治36年（1903年））、『経世時言』（明治39年（1906年））[30]はそれらをまとめたものである。
  - 新明正道によれば1898年（明治31年）の東京帝大文学部の教授に就任、社会学講座を担当するにいたって“社会学は学府的には一進展を遂げることになった”と語っている。遯吾は、東大社会学研究室を中心として学会に覇を唱えるとともに、明治38年（1905年）以降社会学の体系化に着手し、日本では最初のもっとも組織的な社会学の体系を完成した。遯吾の体系は「普通社会学」と題されており、遯吾は学位請求論文である「普通社会学」を基礎にさらに研究を深め、社会を定義し、社会学の経緯、研究法を説いた「第一巻社会学序説」は明治38年（1905年）に、社会がどのようにして実在するかを究明した「第二巻社会理学」は明治39年（1906年）に、社会の発生・体制・運営について解明を試みた「第三巻社会静学」は明治42年（1909年）に、社会の進化・理想、文明を論じた「第四巻社会動学」は大正7年（1918年）に刊行されている。社会学者の新明正道は、この書の意図を「東洋の精神主義と西洋の科学的合理主義とを融合した社会学の体系を樹立しようとしたもの」と解説し、「まさしく画期的な業績で、日本の社会学はこれによってようやく模範の域を脱し、自主的な建設の方向へ第一歩を踏み出すことができた」と、その価値を高く評価している。
    - 「彼はスペンサーによらず、オーギュスト・コントを本として自己の体系を構成し、これを基礎付けるに儒教哲学をもってした。彼の社会学は静学と動学の二部門から成っているが、彼は前者では社会の秩序関係を問題として社会は人格的有機体であると想定し、後者では社会の進化形態を問題として群、家族、氏族または部族、部落、都府、国家、人類社会の諸段階を設定している。彼は人類社会を儒教的天下に該当するものとみなし、社会において儒教的な治国平天下の理想が実現される進化的な段階の検討をもって社会学の中心課題をなすものと考えた。彼の社会学は体系的に壮大であり、人格的有機体論によって生物学的社会学と心理学的社会学とを綜合しようと企画した点に注目すべきものがあった。彼においてもっとも特徴的であったことは、彼がコントを模範とすると同時に、その保守主義の立場をも採用し、反自由主義的、反社会主義的色彩の強い社会学を提示したことであった。彼の社会学はその保守的性格のために却って反動的時代において社会学の存続を防護する役割を果たし得たとも見ることが出来る。」（新明正道）

  - 戸田貞三の回想
    - 「建部がやってるならいいではないか」
      - 「明治三十何年かに、丸善が、レスター・ウォード（英語版）の『ダイナミック・ソシオロジー』という書物を輸入しようとしましたが、許可制なので、当局に問いあわせたところ、『ダイナマイトの社会主義』だろうというので、「とんでもない、絶対いかぬ」ということになったというのです。また、後に京都の米田庄太郎先生から、「戸田君、君は建部遯吾教授が社会学界に偉い功績のあることを知っているか、ぜひ覚えておかなくてはならないことがあるんだ」と前置きして聞かされた話に次のようなのがあります。第二次山縣有朋内閣の時のことだったそうですが、ある時政府の役人が、日本の大学に社会学のようなものを置いてはいかんといった。すると山縣は、一体どこで誰が社会学をやっているのかと問うた。それは東京の文科大学で、建部という教授が担当してやっていますと答えると山縣は、「 建部がやっているのか、それならいいじゃないか」といったので、その結果、社会学というものが潰れないで済んだというのです。」[31]

  - 『欧州学生の生活』、『外政時言』発刊。
- 1904年（明治37年） - 『理論普通社会学綱領』発刊[32]。
- 1905年（明治38年）
  - 『理論普通社会学』・第一巻 社会学序説 発刊。[33]
  - 東大の六博士とともに明治天皇に対し「日露条約批准拒否」の上奏文を奉呈。
- 1906年（明治39年） - 『理論普通社会学』・第二巻 社会理学[34]、『経世時言』、『戦争論』を発刊。
- 1907年（明治40年）
  - 『静観余録』発刊。
  - 芳子と離婚[35]
  - 新潟師範学校の村山イクコと結婚。
- 1908年（明治41年） - 『戊辰詔書衍義』発刊。
- 1909年（明治42年） - 『理論普通社会学』・第三巻 社会静学 発刊[36]。
- 1912年（明治45年）
  - 『世界列国の大勢』発刊。本書の冒頭に、芳子との児である文子の挿入写真があり、“一年の長き夜半と書とを、おとなしくお留守番居せる、児文子に、お土産としてこの本を授く”と記している。また書として“讀史偶作。時在己酉八月。稚櫻色こそまされさくら井の 五月の空のつゆのしげきに”を記している。
    - 第七 埃及及 印度 二 埃及一般の印象（P.395-P.396）“ナイル川のデルタの面積は四国に近いが、カイロに至れば東西より砂漠が迫り、真にナイル川の両岸帯のみが耕地である。エジプト全体の耕地が越後国一国の耕地より僅かに広い程度であることに驚かされる。”[37]
    - 第五 バルカンの形勢 一 地勢 (P.330)“自分は一日、コンスタンティノープルをヨーロッパ側よりアジア側即ちユスキュダルに向かって散歩を試みた。小型蒸気船を待つまでもなく、2つの櫓で一人漕ぎ操縦する小舟の水夫を雇ってボスポラス海峡を渡ってみたが、その時間は僅か15分たらずで達した。宛ら自分の郷国新潟の信濃川を渡る時間に過ぎないのである。”[38]

  - 注目すべきは、遯吾は1899年～1901年のパリ滞在時に、国外追放された“青年トルコ人”運動家で「オスマンの統一」をパリを拠点に再結成した「統一と進歩委員会」のアフメト・ルザ（英語版）(Ahmet Rıza)（1908年オスマン帝国第二憲法時代の最初の衆議院議長）と識り、親しく交流を続けていたことを告白している。当時彼はまだ40歳独身で、妹のセルマ・ルザとパリ5区のプラス・モンジュ (Place Monge) 第四番館の4階に住んでいて“メシェベレット (Meşveret)”という機関紙を発行していたという。彼は1859年にイスタンブールのガラタサライ高校を卒業し、その後フランスで農業を学んでいる。 青年トルコ人運動家として、彼は農家の条件を心配しており、帝国中の農民の条件を改善しようとした。そして彼もまたフランスの社会学者オーギュスト·コントを支持するなかで、コントのアイデアを農業の方法条件に対し、実装を試みたかったのだ[39]。
- 1913年（大正2年）
  - 日本社会学院創設。
  - 機関誌『日本社会学院年報』発刊
  - 京大の米田庄太郎とともに全国的な学会「日本社会学院」を創設した。遯吾は自身とは異なる自由主義的傾向の強い米田らともよく協力し、その主張を快く受け入れて社会学の普及向上に貢献。機関誌「日本社会学年報」を発行（会員500名程度）。10巻まで刊行されているが、そこでは、農村社会研究に関する海外の雑誌や国内出版物が紹介されている。
- 1914年（大正3年） - 『教育行政研究』発刊。
- 1915年（大正4年）
  - 東京物理学校監事を担当。
  - 『社会学と教育』、『都会生活と村落生活』発刊[40]。
    - 鈴木幸壽によれば、建部の『都会生活と村落生活』は社会を「人衆の協同生活の有機的人的渾一体」と規定する儒学的社会有機体説の立場から、社会の部分としての都会と田舎の長所と短所を論じ、都鄙生活の調節を論じたものである。建部は農村社会問題として、「村落生活における高等遊民問題」（地主層の子弟の政治活動と変則的経済活動）や「副業並びに娯楽の衰退」などを指摘するが、その根底に「農村生活に、段々都会と殆ど同様に銭の要る生活を、強要せられつつあること」（220ページ）を見ていた。かかる農村に対する都市の優位の根拠を、実業家が政治や教育などにも勢力をふるう「金権政治・拝金主義」が、立法や行政を通して農村にも浸透することに求める。その要因の一つは農学であるという。すなわち、近代化農法の提唱により「農家が益々銭が入用になる」と指摘するのである。建部の立場は、国家と社会の利益を軽視して私益に走る実業家を批判し（資本家階級全体の批判ではない）、国家の秩序の安定化に寄与する地主を擁護する天皇制国家の立場であった。この立場から、国家や社会との関連で都市（資本家）および農村（地主、農民）をとらえるのである。建部には村落社会の編成原理そのものへの関心は希薄であるが、社会有機体説は村落社会有機体説ともなるのであり、後の自然村理論や村落共同体論との接点があると考えることもできる。
- 1916年（大正5年） - 万国社会学学士院正会員に就任。
- 1918年（大正7年）
  - 『理論普通社会学』・第四巻 社会動学 発刊[41]。
- 建部遯吾『國語に對する實理政策』日本社會學院〈日本社會學院研究叢書〉、1918年。 NCID BN14668912。

- - 近代日本における言語史を研究する安田敏朗によれば、この論文は「日本初の言語政策論」といえるものである。建部によれば、「国語政策の研究は教政学の一部門を形成す」とされ、この論文は後に『教政学』(1921)に収録された。
- 1920年（大正9年） - 9月、東京帝大文学部社会学第二講座が開設され、遯吾は第一講座主任教授を今までどおり就任。
- 1921年（大正10年） - 『教政学』、『政治改革』発刊。
- 1922年（大正11年）
  - 『国家社会観』発刊[42]。
  - 東京帝大文学部の教授を辞任退職。戸田貞三は退職理由の推論を発表している[43]。
- 1923年（大正12年）
  - 万国社会学学士院副院長に推挙
  - 衆議院議員当選。（当選2回）。
  - 『日本は赤化するか』発刊[44]。
- 1924年（大正13年）
  - 国際社会学会第一回大会がパリにて開催。
  - 日本社会学院、日本社会学会として発足。機関誌『社会学雑誌』発刊。
- 1926年（大正15年） - 『社交生活と社会整理』発刊[45]。
- 1927年（昭和2年）
  - 万国議院連合大会（開催地：パリ 8月）に日本代表として列席。
  - 『応用社会学十講』発刊[46]。
- 1928年（昭和3年） - 『皇基国体と社会整理』発刊。
- 1930年（昭和5年） - 東京物理学校理事、物理学校50周年式典、物理学校五十年小史編纂。
- 1931年（昭和6年）
  - 『作法と人格教育』、『第二満蒙問題と東亜の将来』発刊。
  - 当時の貴族院議長近衛文麿に自著を贈り、時折時局に関して進言する。
- 1932年（昭和7年） - 『優生学と社会生活』発刊。
- 1933年（昭和8年） - 『教育家外山正一先生』発刊。
- 1934年（昭和9年） - 『農邨百話』発刊。
- 1935年（昭和10年） - 『蔵軒在稿－父の遺稿集』発刊。
- 1938年（昭和13年） - 12月9日、貴族院議員に勅選[13]（近衛文麿首相より勅命を受ける）。
- 1940年（昭和15年） - 10月26・27・28日、「紀元二千六百年記念臨時大会」（日本社会学会主催 / 東京帝国大学開催）にて、『社会学講座の創成』を公開講演。
- 1943年（昭和18年） - 『興亜之理想及経綸』発刊。
- 1945年（昭和20年）
  - 2月18日未明、東京千駄ヶ谷の自宅にて死去。享年75。2月19日納棺。
    - 中村仙一郎によれば、米軍の空襲の最中での葬儀で、撃墜されたB-29が付近に墜落したという[47]。
    - 余談ではあるが、『B29の撃墜・墜落事件』としてはもう一話あり、奇しくも戦局も終盤を迎えた昭和20年（1945年）7月20日に米軍爆撃機B29（Sharon－Linn）は 新潟港に対して満州航路封鎖を目的とした機雷投下を完了後、新潟市内に設置された高射砲弾により左翼を直撃被弾し、遯吾の故郷である横越村の焼山地区にも墜落したことが史実として伝えられている[48][49][50][51]。
    - また、中村仙一郎は彼の妻とともに疎開先である義父の生まれ故郷、横越村で終戦を迎えている。
- 1965年（昭和40年）
  - 『建部遯吾先生とその詩歌』（田村順三郎編、横越村）発刊。
    - 七、建部遯吾先生著述目録 159-171
      - これは遯吾自ら目録したもので、その冒頭につぎのように述べている。
      - “著述は学者の生命なり。妄に他に貸すべからず。亦猥に他より侵さるべきにあらず。茲に明治三十年公刊の陸象山より始めて今昭和十七年臘月に至る著述を左に録す。但未刊稿は勿論、内外の雑誌等により公表せる数百千篇の論文、並に欧文著述等は今これが外に措く。”

## 著書
- 『自彊録 第1)陸象山』哲学書院, 1897
- 『自彊録 第2)哲学大観』金港堂 1898
- 『西遊漫筆』哲学書院, 1902
- 『社会学十回講義』金港堂, 1903
- 『欧洲学生の生活』文光堂, 1903
- 『外政時言』有朋館 1903
- 『理論普通社会学綱領』金港堂, 1904
- 『普通社会学』金港堂 1904-09
- 『大阪陣に就いて』史学会, 1905
- 『経世時言』同文館 1906
- 『社会学論叢 巻之1 戦争論』（編）金港堂 1906
- 『静観余録』金尾金淵堂 1907
- 『戊申詔書衍義』同文館, 1908
- 『世界列国の大勢』同文館, 1913
- 『教育行政研究』金港堂書籍, 1914
- 『新興国の青年』莫哀社出版部, 1915
- 『社会学と教育』国民教育家修養叢書 第1編 育英書院 1915
- 『都市生活と村落生活』通俗大学会, 1916
- 『国体国是及現時の思想問題』弘道館, 1920
- 『現代社会文明』冬夏社(現代社会問題研究 第1巻) 1920
- 『社会実理教育勅語新衍義』同人館, 1921
- 『教政学』同文館, 1921
- 『国家社会観』冬夏社, 1921
- 『政治改革』冬夏社, 1921
- 『平和か戦争か』日本学術普及会, 1922
- 『日本は赤化するか』新日本協会, 1923
- 『癸亥詔書衍義』国本涵養民心振作 同文館, 1924
- 『食糧問題』同文館 1925
- 『平和問題』山内雄太郎共著 同文館, 1925
- 『社交生活と社会整理』新日本社, 1926
- 『応用社会学十講』同文館, 1927
- 『宗教問題』椎尾弁匡共著 同文館, 1927
- 『皇基国体と社会整理 共産党事件の徹底的対策』弘道館, 1928
- 『作法と人格教育』丁酉出版社, 1931
- 『優生学講座 第2 優生学と社会生活』雄山閣 1932
- 『社會實理教育敕語新衍義』同文館, 1933
- 『地方改良清算更生農邨百話』丁酉社, 1934
- 『興亜と理想及経論 第二天業恢弘と大東亜戦争』愛国新聞社出版部, 1943